# Pius Jauch

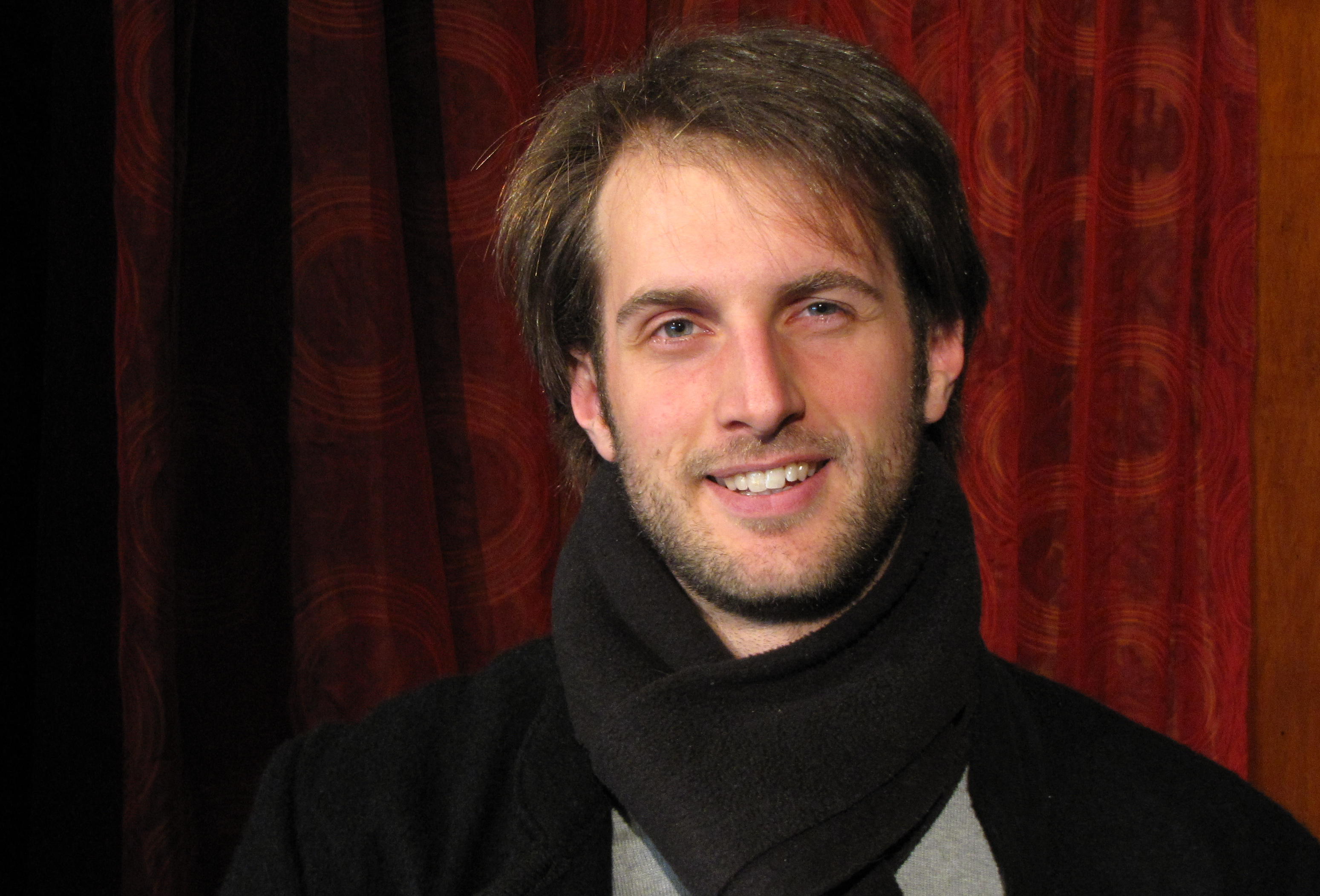
Pius Jauch, 2010

Pius Jauch (* 1983 in Rottweil) ist ein deutscher Dichter, Komponist, Sänger und Schauspieler, der besonders für seine Lieder in schwäbisch-alemannischer Mundart bekannt ist.

## Leben und Wirken
Pius Jauch wuchs in Bösingen (bei Rottweil) auf. Mit sechs Jahren erhielt er Geigenunterricht, mit zwölf kaufte er sich seine erste E-Gitarre. Fortan schrieb er eigene Lieder, zunächst auf Englisch. Er spielte Geige und Bratsche in verschiedenen Orchestern und Ensembles. In mehreren Jugendbands wirkte er als Gitarrist und Sänger. Nach dem Abitur 2002 und dem anschließenden Zivildienst studierte er ab 2004 Ethnologie und Geschichte an der Ruprecht-Karls-Universität Heidelberg. Das Studium gab er allerdings bald zugunsten seiner künstlerischen Laufbahn wieder auf.
2005 arbeitete er in einer Zimmerei. Von 2006 bis 2008 lebte er in den italienischen Abruzzen. Dort arbeitete er als Zimmermann, Pizzaofenbauer und Trüffelsucher, lernte Italienisch und verfasste in einem abgelegenen Bergdorf zahlreiche Lieder und Gedichte auf Hochdeutsch, Schwäbisch und Italienisch. Daneben arbeitete er ab 2007 in einem mobilen Tonstudio für klassische Musik im Großraum Rom.
Im Jahr 2007 erschien sein erstes Album Baumhaus auf Hochdeutsch. Mit dem gleichnamigen Programm trat Jauch auf Kleinkunstbühnen im gesamten Bundesgebiet auf. Nach einem längeren Aufenthalt in Venedig lebte er drei Jahre als Holzfäller und Selbstversorger auf einem abgelegenen Bergbauernhof in Südtirol. In dieser Zeit entstanden neben Liedern und Gedichten auch zwei Theaterstücke.
2009 folgte die zweite CD Haggåbutzågai im Dialekt seines Heimatdorfes Bösingen. 2012 kehrte er im Zuge einer immer umfangreicheren Konzerttätigkeit an den oberen Neckar zurück und wurde neben Thomas Felder und Alex Köberlein mit dem Sebastian-Blau-Preis für Liedermacher ausgezeichnet. Im selben Jahr verfasste er das Mundartstück für Kinder Pumpernickel – oder wie Napoleon unter die Räuber fiel. Die mit vier Handpuppen und einem Cembalo realisierte „volkstümliche Minioper“ führte er bis 2018 im süddeutschen Raum gemeinsam mit seiner Schwester Carmen Jauch am Cembalo auf. 2015 erschien sein drittes Album Wolk am Horizont in schwäbisch-alemannischer Mundart, gemeinsam mit seiner Schwester.
Seit 2014 wirkt Jauch u. a. als Mundartaktivist, Moderator und Schauspieler.

## Förderung der Mundart
Seit 2012/13 ist Pius Jauch im Verein „schwäbische mund.art e.V.“ aktiv, einem Verein zur Förderung der schwäbischen Mundart in Kunst und Kultur. 2014 brachte er in Zusammenarbeit mit dem Schriftsteller und Historiker Wolfgang Wulz die neue Sparte „Filmemacher“ in den Sebastian-Blau-Preis ein und erweiterte die Ausschreibung auf den gesamten schwäbisch-alemannischen Raum, inklusive Vorarlberg und der Schweiz. Seit 2015 engagiert er sich zudem in der Organisation des landesweit ausgeschriebenen Preises „Mundart in der Schule“ und moderiert regelmäßig dessen Verleihung. 2018 setzte er sich als einer der Podiumsgäste bei der Dialekttagung in Stuttgart (u. a. mit Ministerpräsident Winfried Kretschmann) für die Förderung der Mundart ein.

## Auszeichnungen
- 2012: Sebastian-Blau-Preis für Liedermacher[13]
- 2021: Heimatmedaille des Landes Baden-Württemberg[14]
- 2022: Kulturpreis des Rotary-Club Rottweil[15]
- 2022: Sebastian-Sailer-Medaille[16]

## Werke

### Musik
- 2008: Baumhaus
- 2009: Haggabutzagai
- 2015: Wolk am Horizont

### Puppentheaterstücke
- Pumpernickel – oder wie Napoleon unter die Räuber fiel
- Pumpernickel 2.1 – die Generalprobe